# Luebo (ort)
Luebo är en ort i Kongo-Kinshasa. Den ligger i provinsen Kasaï, i den centrala delen av landet, 700 km öster om huvudstaden Kinshasa.